# Ankarstek

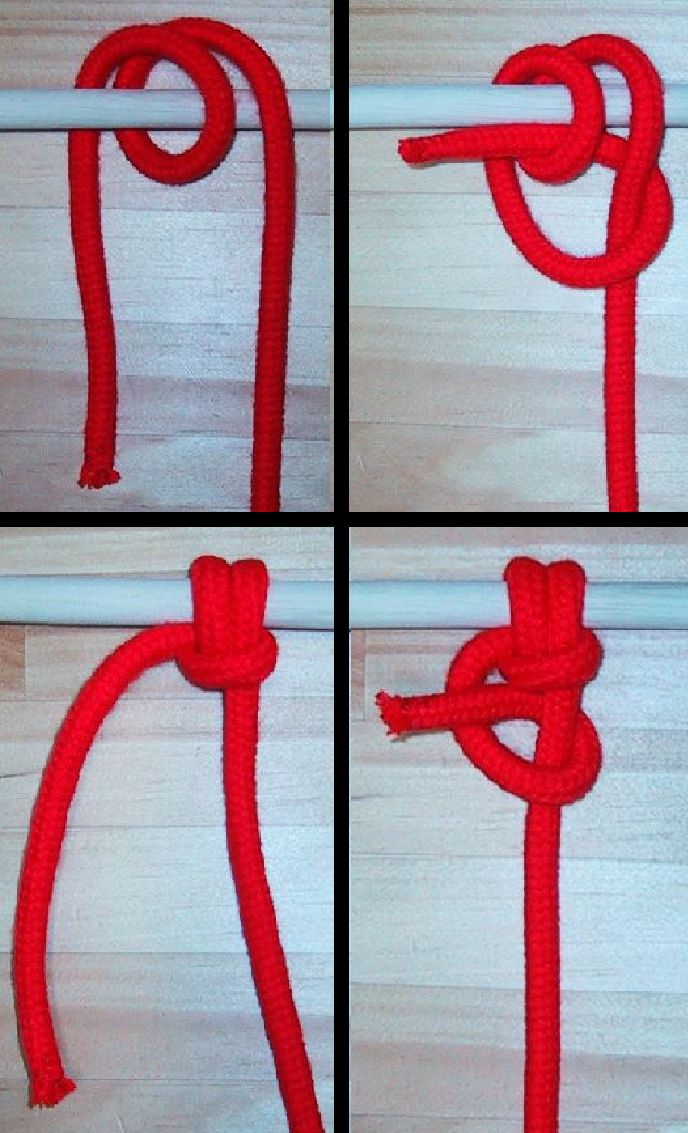
Hur man slår en ankarstek, steg för steg.

Ankarstek är en knop som främst används för att fästa en ankarlina vid ett ankare.
Tampen slås med ett enkelt halvslag runt fasta parten (två gånger genom ankarets eller ankarkättingens ring) och därefter med två halvslag runt egen part där det första halvslaget går genom öglan som sitter runt den fasta parten.
Röringssteket är snarlikt, men där avslutas knopen med ett vanligt dubbelt halvslag kring egen part.